# 国防省 (イスラエル)
国防省（こくぼうしょう、ヘブライ語: מִשְׂרַד הַבִּטָּחוֹן、Misrad HaBitahon、英語: Ministry of Defense)は、イスラエル国の政府機関であり、内的および外的な軍事的脅威から現代イスラエル国家を守る責任を有する機関である。
政治的なトップは国防相であり、官庁はテルアビブにあるハキリヤに位置している。
国防省は、イスラエル国防軍(IDF)、イスラエル・ミリタリー・インダストリーズ(IMI)、イスラエル・エアロスペース・インダストリーズ(IAI)を含め、イスラエル治安部隊 (Israeli security forces)のほとんどを監督している。
国防省は、イギリス軍がパレスチナから退却し、イギリス委任統治領パレスチナが終わりを告げた際に、イスラエル国家が形成されると同時に創立された。イギリスの統治中に勃興したハガナーなどの民兵組織は、正式に作られたユダヤ人国家の国軍にほとんどが合流した。初代国防相は、 イスラエル独立宣言が発せられた同日の1948年5月14日より、臨時で務めた初代首相のダヴィド・ベン＝グリオンである。
ヘブライ語による呼称としては、国防省・国防相の「国防」には安全保障や治安を意味するビタホーン（英語の securityに相当）が、一方で国防軍の「国防」には防衛を意味するハガナー（同じく defense に相当）が用いられている。

## 国防相
イスラエル国防相 (ヘブライ語: שַׂר הַבִּטָּחוֹן, Sar HaBitahon, lit. 英語: Minister of Security)は、国防省のトップである。ポストは、イスラエルの内閣において2番目に重要な位置であると考えられ、通常は副国防相を置いている。また、国防相は安全保障内閣(Security Cabinet)の常任メンバーでもある。
2025年1月現在の国防相は、イスラエル・カッツである。
国防相は非常に重要な職のため、現役の首相はその職務に加えて頻繁に兼任していることがある。過去の国防相で16人中7人が現役の首相であった。
なお、モーシェ・ダヤン、イツハク・ラビン、エフード・バラックおよびシャウル・モファズの4人は、イスラエル国防軍の元参謀総長であった。
国防相は、そのポストにおける職務の中で、行政拘禁を要求することができる。なぜなら、集中的な作業や軍事的組織階層に対する政治的組織階層の間において起こる緊張により、頻繁に不一致および見解の相違を国防相と参謀総長との間でもたらされるからである。

## 歴代国防相[6]
| 氏名                         | 所属政党                       | 政権                 | 在任期間                       |
| ---------------------------- | ------------------------------ | -------------------- | ------------------------------ |
| ダヴィド・ベン＝グリオン 1   | マパイ                         | 臨時, 第1次, 2, 3, 4 | 1948年5月14日 – 1954年1月26日  |
| ピンハス・ラボン             | マパイ                         | 5                    | 1954年1月26日 – 1955年2月21日  |
| ダヴィド・ベン＝グリオン 1   | マパイ                         | 5, 6, 7, 8, 9, 10    | 1955年2月21日 – 1963年6月26日  |
| レヴィ・エシュコル 1         | マパイ, アラインメント         | 11, 12, 13           | 1963年6月26日 – 1967年6月5日   |
| モーシェ・ダヤン             | アラインメント, ラフィ, 労働党 | 13, 14, 15, 16       | 1967年6月5日 – 1974年6月3日    |
| シモン・ペレス               | アラインメント                 | 17                   | 1974年6月3日 – 1977年6月20日   |
| エゼル・ヴァイツマン         | リクード                       | 18                   | 1977年6月20日 – 1980年5月28日  |
| メナヘム・ベギン 1           | リクード                       | 18                   | 1980年5月28日 – 1981年8月5日   |
| アリエル・シャロン           | リクード                       | 19                   | 1981年8月5日 – 1983年2月14日   |
| メナヘム・ベギン 1           | リクード                       | 19                   | 1983年2月14日 – 1983年2月23日  |
| モーシェ・アレンス           | リクード                       | 19, 20               | 1983年2月23日 – 1984年9月13日  |
| イツハク・ラビン             | アラインメント                 | 21, 22, 23           | 1984年9月13日 – 1990年3月15日  |
| モーシェ・アレンス 2         | リクード                       | 24                   | 1990年6月11日 – 1992年7月13日  |
| イツハク・ラビン 1           | 労働党                         | 25                   | 1992年7月13日 – 1995年11月4日  |
| シモン・ペレス 1             | 労働党                         | 25, 26               | 1995年11月4日 – 1996年6月18日  |
| イツハーク・モルデハイ       | リクード                       | 27                   | 1996年6月18日 – 1999年1月25日  |
| モーシェ・アレンス           | リクード                       | 27                   | 1999年1月27日 – 1999年7月6日   |
| エフード・バラック 1         | ひとつのイスラエル             | 28                   | 1999年7月6日 – 2001年3月7日    |
| ビンヤミン・ベン＝エリエゼル | 労働党                         | 29                   | 2001年3月7日 – 2002年11月2日   |
| シャウル・モファズ 2         | リクード                       | 29, 30               | 2002年11月4日 – 2006年5月4日   |
| アミール・ペレツ             | 労働党                         | 31                   | 2006年5月4日 – 2007年6月18日   |
| エフード・バラック 3         | 労働党、独立                   | 31, 32               | 2007年6月18日 – 2013年3月18日  |
| モーシェ・ヤアロン           | リクード                       | 33, 34               | 2013年3月18日 – 2016年5月22日  |
| ベンヤミン・ネタニヤフ 1     | リクード                       | 34                   | 2016年5月22日 – 2016年5月30日  |
| アヴィグドール・リーベルマン | イスラエル我が家               | 34                   | 2016年5月30日 – 2018年11月18日 |
| ベンヤミン・ネタニヤフ 1     | リクード                       | 34                   | 2018年11月18日 – 2019年11月8日 |
| ナフタリ・ベネット           | 新右翼                         | 34                   | 2019年11月8日 – 2020年5月17日  |
| ベニー・ガンツ 4             | 青と白                         | 35, 36               | 2020年5月17日 – 2022年12月29日 |
| ヨアヴ・ガラント             | リクード                       | 37                   | 2022年12月29日 – 2024年11月5日 |
| イスラエル・カッツ           | リクード                       | 37                   | 2024年11月5日 –                |

1. 首相と兼任
2. その時点でクネセト議員では無い
3. 任命時、クネセト議員では無かったが、後に選出された
4. 副首相と兼任

## 歴代副国防相
| 氏名                 | 所属政党             | 政権              | 在任期間                       |
| -------------------- | -------------------- | ----------------- | ------------------------------ |
| シモン・ペレス       | マパイ               | 第9次, 10, 11, 12 | 1959年12月21日 – 1965年5月25日 |
| Zvi Dinstein         | アラインメント       | 13                | 1966年1月17日 – 1967年6月5日   |
| Mordechai Tzipori    | リクード             | 18, 19            | 1977年6月28日 – 1983年10月10日 |
| Michael Dekel        | リクード             | 21, 22            | 1985年12月3日 – 1988年11月21日 |
| Ovadia Eli           | リクード             | 24                | 1991年7月8日 – 1992年7月13日   |
| Mordechai Gur        | 労働党               | 25                | 1992年8月4日 – 1995年7月16日   |
| Uri Or               | 労働党               | 26                | 1995年11月27日 – 1996年6月18日 |
| シルバン・シャローム | リクード             | 27                | 1997年7月9日 – 1999年7月6日    |
| Efraim Sneh          | ひとつのイスラエル   | 28                | 1999年8月5日 – 2001年3月7日    |
| Dalia Rabin-Pelossof | 労働党               | 29                | 2001年3月7日 – 2002年8月1日    |
| Weizman Shiry        | 労働党               | 29                | 1985年12月3日 – 1988年11月21日 |
| Ze'ev Boim           | リクード, カディマ党 | 30                | 2003年3月5日 – 2006年1月18日   |
| Efraim Sneh          | 労働党               | 31                | 2006年10月30日 – 2007年6月18日 |
| マタン・ヴィルナイ   | 労働党               | 31, 32            | 2007年7月2日 – 2011年1月18日   |
| ダニー・ダノン       | リクード             | 33                | 2013年3月18日 – 2014年7月15日  |
| エリ・ベン＝ダハン   | イスラエル我が家     | 34                | 2015年5月19日 – 2019年10月3日  |
| アロン・シュスター   | 青と白               | 36                | 2021年6月28日 – 2022年12月29日 |

## 組織

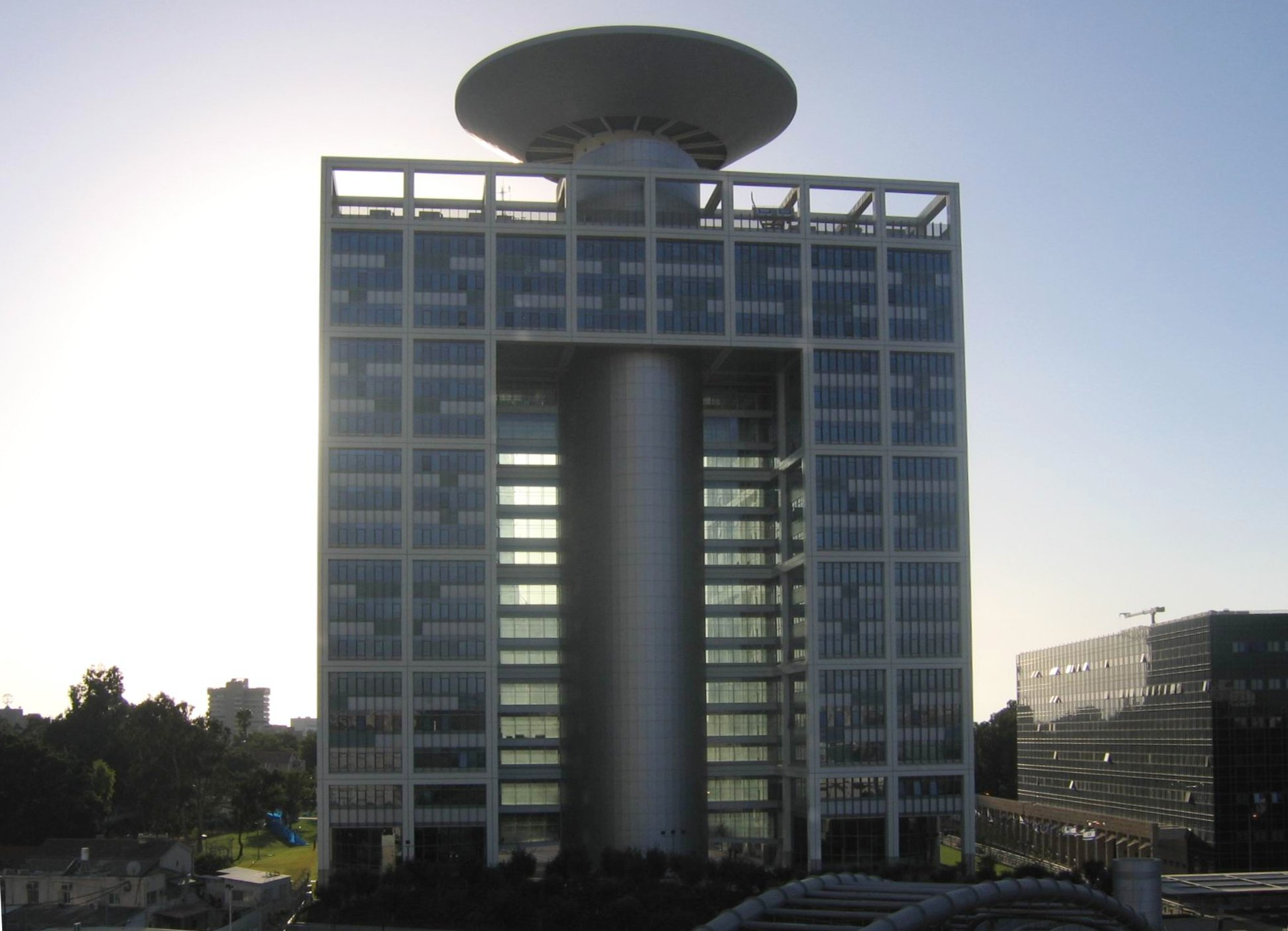
ハキリヤにある国防省の建物

- Home Front Defence Ministry,which headed by Deputy Defense Minister.
- Israeli National Emergency Authority, RAHEL
- Administration for the Development of Weapons and Technological Infrastructure, MAPAT.
- イスラエル占領地政府活動調整官組織
- Director of Security of the Defense Establishment, MALMAB.
- Defense Establishment Comptroller Unit
- Defense Political Branch, ABTAM.
- Defense Aid Branch, SIBAT.
- Computer and Management information systems, MALAN - Data Processing Center
- Logistics Operations and properties Branch, EMUN
- Defense Social branch
- Department of Defense Export Control, API
- Tank programme Directorate
- Procurement and Production Directorate, MANHAR
- Emergency management, MELAKH
- Ombudsman for soldiers, NAKCHAL
- Fund and Unit for Discharged Soldiers
- Department of Families and Remembrance
- Disabled Rehabilitation Division